# Katarzyna Trylnik
Katarzyna Trylnik, również jako Katarzyna Trylnik-Zaleska (ur. 5 maja 1973) – polska śpiewaczka operowa (sopran liryczny), solistka Teatru Wielkiego – Opery Narodowej, wykonująca głównie partie sopranu lirycznego, śpiewająca także repertuar oratoryjny i pieśni.

## Wykształcenie i nagrody
Absolwentka Akademii Muzycznej im. Fryderyka Chopina w klasie śpiewu prof. Haliny Słonickiej (dyplom w 1999 wraz z medalem Magna cum Laude w uznaniu wybitnych osiągnięć artystycznych).
W 2016 otrzymała stopień doktora sztuk muzycznych.

## Nagrody na konkursach wokalnych
Laureatka międzynarodowych konkursów wokalnych:
- VII Międzynarodowy Konkurs Sztuki Wokalnej im. Ady Sari w Nowym Sączu 1997, nagroda specjalna
- XXXII Międzynarodowy Konkurs im. Antonína Dvořáka w Karlovych Varach 1997, II nagroda
- III Międzynarodowy Konkurs Wokalny im. Stanisława Moniuszki w Warszawie 1998, III nagroda[4]
- XXXXII Międzynarodowy Konkurs Wokalny w Tuluzie 1998, dyplom dla finalistki
- VII Międzynarodowy Konkurs Wokalny w Bilbao 1998, dyplom dla finalistki

## Życiorys artystyczny
W 1998 zaśpiewała na scenie Teatru Wielkiego – Opery Narodowej partię Fiordiligi w przedstawieniu studenckim Così fan tutte W.A. Mozarta.
W 2002 zadebiutowała na scenie Teatru Wielkiego – Opery Narodowej rolą Zerliny w operze Don Giovanni Mozarta. Występowała na tej scenie w operach takich jak m.in.: Carmen G. Bizeta, Cyganeria G. Pucciniego, Czarodziejski flet W.A. Mozarta, Dama Pikowa P. Czajkowskiego, Elektra R. Straussa, Trojanie H. Berlioza, Turandot G. Pucciniego, Wesele Figara W.A. Mozarta, Goplana W. Żeleńskiego, spektaklem nagrodzonym "Operowym Oscarem" – International Opera Awards w kategorii "Dzieło odkryte na nowo". Kreowała główną postać w Qudsji Zaherr P. Szymańskiego.
Śpiewała w koncertach inaugurujących kolejne sezony artystyczne Polskiej Orkiestry Radiowej: Nannetta w Falstaffie G. Verdiego (koncert zarejestrowany został przez Polskie Radio, 2007) oraz Zosia we Flisie Moniuszki (2009).
Śpiewała partię Jemmy’ego w koncertowym wykonaniu opery Wilhelm Tell G. Rossiniego w Teatrze Wielkim – Operze Narodowej (2008), tę rolę zaprezentowała także w scenicznym wykonaniu opery w 2015 (w reż. D. Pountneya).
W czerwcu 2018 kreowała Micaelę w Carmen G. Bizeta w teatrze Wielkim – Operze Narodowej w Warszawie (reż. A. Chyra). W  grudniu 2018 r. wystąpiła w Operze i Filharmonii Podlaskiej – Europejskim Centrum Sztuki w Białymstoku imienia Stanisława Moniuszki jako Liu w Turandot G. Pucciniego (dyr. G. Berniak, reż. M. Weiss).
Wykonywała wiele partii oratoryjno-kantatowych, śpiewała m.in. w takich dziełach, jak: IX Symfonia L. van Beethovena, Stworzenie świata J. Haydna, Te Deum A. Brucknera, Stabat Mater A. Dvořáka, G. Rossiniego i K. Szymanowskiego, Symfonie G. Mahlera, Msze i Requiem W.A. Mozarta.
Śpiewała w większości polskich teatrów operowych i filharmonii. Występowała w teatrach operowych i salach koncertowych za granicą, m.in. w takich miastach jak: Augsburg, Brema, Dubaj, Frankfurt, Monachium, Moskwa (Teatr Bolszoj), Paryż czy Wilno.
Współpracowała z takimi dyrygentami, jak: Łukasz Borowicz, Roland Böer, Walerij Giergijew, Jacek Kaspszyk, Kazimierz Kord, Tadeusz Kozłowski, Carlo Montanaro, Michał Nesterowicz, Marek Pijarowski, Modestas Pitrėnas, Jerzy Salwarowski, Wojciech Michniewski, Ruben Silva, Antoni Wicherek, Antoni Wit i Tadeusz Wojciechowski oraz z reżyserami: Martą Domingo, Achimem Freyerem, Laco Adamikiem, Mariuszem Trelińskim i Keithem Warnerem.

## Repertuar
Opera:

- Georg Bizet – Carmen – Micaëla
- Piotr Czajkowski – Dama pikowa – Prilepa
- Piotr Czajkowski – Oniegin – Tatiana
- Antonín Dvořák – Rusałka – Rusałka
- Charles Gounod – Faust – Małgorzata
- Georg Friedrich Händel – Juliusz Cezar – Kleopatra
- Engelbert Humperdinck – Jaś i Małgosia – Małgosia
- Karol Kurpiński – Zabobon czyli Krakowiacy i Górale – Basia
- Jules Massenet – Manon – Manon
- Stanisław Moniuszko  – Flis – Zosia
- Stanisław Moniuszko  – Verbum nobile – Zuzia
- Claudio Monteverdi  – Koronacja Poppei – Poppea
- Wolfgang Amadeus Mozart – Wesele Figara – Susanna, Hrabina
- Wolfgang Amadeus Mozart – Don Giovanni – Zerlina
- Wolfgang Amadeus Mozart – Così fan tutte – Despina
- Wolfgang Amadeus Mozart – Czarodziejski flet – Pamina
- Giacomo Puccini – Cyganeria – Mimi
- Giacomo Puccini – Turandot – Liú
- Giacomo Puccini – Jaskółka – Lisette
- Henry Purcell – Dydona i Eneasz – Dydona, Belinda
- Giuseppe Verdi  – La Traviata – Violetta
- Giuseppe Verdi  – Falstaff – Nanette
- Giuseppe Verdi  – Aida – Kapłanka
- Giuseppe Verdi – Otello – Desdemona

Oratorium:

- Johann Sebastian Bach – Magnificat
- Johann Sebastian Bach – Oster Oratorium
- Johann Sebastian Bach – Weihnachts Oratorium
- Johann Sebastian Bach – Die Messe h-moll
- Ludwig van Beethoven – IX Symphonie d-moll op. 125
- Ludwig van Beethoven – Missa solemnis D-dur
- Ludwig van Beethoven – Christus am Ölberge
- Johannes Brahms – Missa C-dur
- Johannes Brahms – Ein deutsches Requiem op.45
- Anton Brückner – Te Deum
- Claude Debussy – L’enfant prodigue
- Antonín Dvořák – Stabat Mater
- Antonín Dvořák – Requiem
- Gabriel Fauré – Requiem
- Henryk Mikołaj Górecki – III Symfonia
- Joseph Haydn – Die Schöpfung
- Joseph Haydn – Die Jahreszeiten
- Joseph Haydn – Stabat Mater
- Wojciech Kilar – Angelus
- Gustav Mahler – IV Symphonie G-dur
- Gustav Mahler – II Symphonie Lobgesang op. 52
- Felix Mendelssohn-Bartholdy – Paulus op. 36
- Felix Mendelssohn-Bartholdy – Elias op. 70
- Wolfgang Amadeus Mozart – Die Krönungsmesse C-dur KV 317
- Wolfgang Amadeus Mozart – Die Messe c-moll KV 427
- Wolfgang Amadeus Mozart – Requiem d-moll KV 626
- Wolfgang Amadeus Mozart – Missa brevis C-dur KV 220
- Carl Orff – Carmina Burana
- Giovanni Battista Pergolesi – Stabat Mater
- Gioachino Rossini – Stabat Mater
- Gioachino Rossini – La Petite Messe Solennelle
- Camille Saint-Saëns – Oratorio de Noël op. 12
- Robert Schumann – Das Paradies und die Peri op. 50
- Karol Szymanowski – Stabat Mater
- Karol Szymanowski – III Symfonia "Pieśń o nocy"
- Karol Szymanowski – Litania do Marii Panny
- Józef Świder – Oratorium Legnickie
- Józef Świder – Pieśni Pochwalne

Pieśni:
F. Mendelssohn-Bartholdy, J. Brahms, F. Chopin,  P. Czajkowski, C. Debussy, A. Dvworzak, H. Wolf, M. Karłowicz, G. Mahler, St. Moniuszko, S. Rachmaninow, R. Strauss, K. Szymanowski, F. Schubert, R. Schumann.

## Dyskografia
- Bacewicz, Przygoda Króla Artura, Zofia Kilanowicz – sopran, Jadwiga Rappe – alt, Ryszard Minkiewicz – tenor, Daniel Borowski – bas, Przemysław Rezner – baryton, Agnieszka Makówka – mezzosopran, Katarzyna Trylnik – sopran, Anna Karasińska – sopran, Aleksander Kunar – tenor, Zbigniew Zamachowski – bard, Lukasz Borowicz – dyrygent, Chór Polskiego Radia w Krakowie, PRCD 1189 (POLSKIE RADIO)
- W.A.Mozart, Missa Brevis F-dur KV 192, Katarzyna Trylnik, Anna Radziejewska, Piotr Rafałko, Jarosław Bręk, dyr. Violetta Miłkowska, Koncert Chóru Politechniki Białostockiej i orkiestry kameralnej Sinfonia Viva z okazji jubileuszu 50-lecia Politechniki Białostockiej. Nagranie live w bazylice mmniejszej NMP, Białystok 30 września 1999
- G. Verdi, Falstaff, Adam Kruszewski, Artur Ruciński, Rafał Bartmiński, Izabela Kłosińska, Katarzyna Trylnik, Joanna Cortes, Małgorzata Pańko, Chór Polskiego Radia w Krakowie, Polska Orkiestra Radiowa, dyr. Łukasz Borowicz, Polskie Radio Katowice, PR CD 1084-85 (partia Nannetty)
- Magnificat 2000 (Ave Maria w muzyce), Katarzyna Trylnik, Agnieszka Maciejewska, Elżbieta Kaczmarzyk-Janczak, Ryszard Karczykowski, Dariusz Machej, Andrzej Chorosiński (organy kościoła garnizonowego w Jeleniej Górze), DUX Recording Producers,2000, DUX 0178
- Te Deum. Komponistenportrait, Katarzyna Trylnik, Czesław Gałka, Arkadiusz Skotnicki, Piotr Sutt -perkusja, Julian Gembalski – organy, Polski Chór Kameralny, Jan Błoński – dyrygent, Carus-Verlag 2006